# Nigerijské námořnictvo
Nigerijské námořnictvo je námořní složkou ozbrojených sil Nigérie.

## Složení[1]

### Fregaty

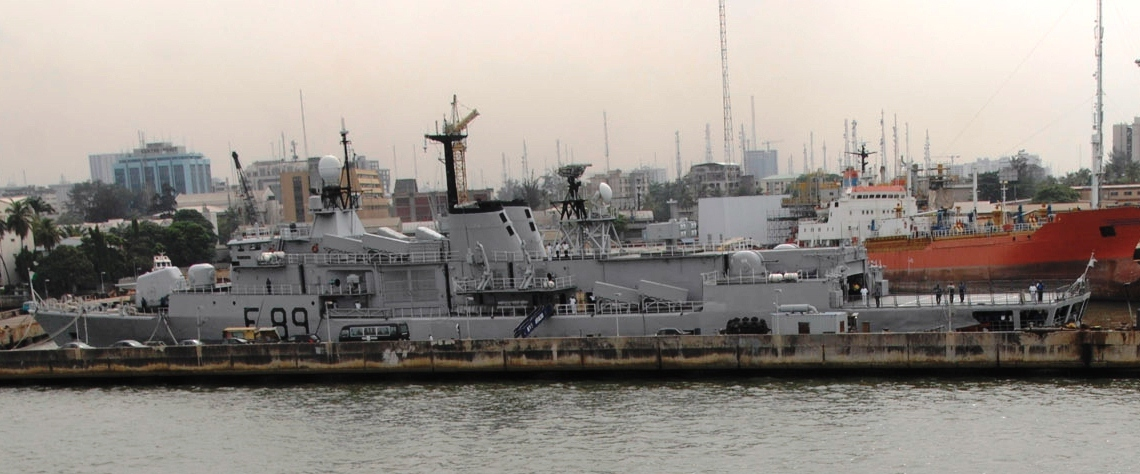
Fregata Aradu

- MEKO 360H1
  - Aradu (F89)

### Korvety
- Třída Erinomi
  - Erinomi (F83)
  - Enymiri (F84)

### Oceánské hlídkové lodě
- Třída Centenary
  - Centenary (F91)
  - Unity (F92)

- Třída Hamilton

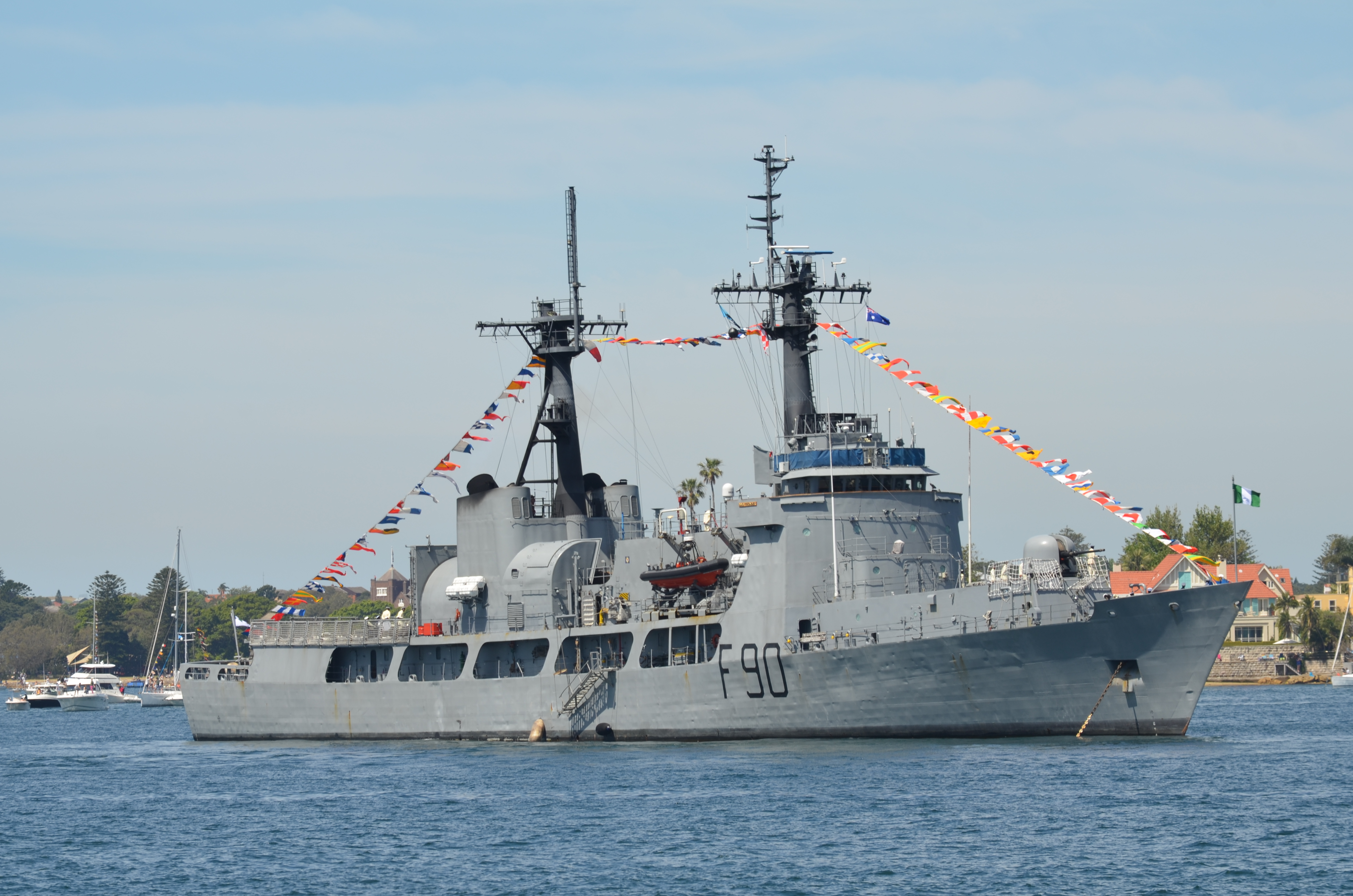
Thunder (F90)

  - Thunder (F90) – ex USCGC Chase (WHEC-718)
  - Okpabana (F92) – ex USCGC Gallatin (WHEC-721)

- Třída Emer
  - Prosperity (A497)

### Hlídkové lodě
- Andoni (P100)

- Karaduwa (P102)

- Oji (P275)

- Damen FCS 4008 Patrol
  - Ikenne (P269)
  - Kano (P270)

- Typ 62/třída River Town
  - Sagbama (P184)
  - Ibeno (P199)

- 38m hlídkové čluny Sea Eagle
  - Zaria (P173)
  - Burutu (P174)
  - Faro (P197)
  - Shere (P198)

- Třída Chamsuri
  - Ikogosi  (P165)

- Třída FPB 110 MKII[2]
  - Nguru (P187)
  - Ekulu (P188)
  - Sokoto (P193)
  - Aba (P194)

- Třída FPB 98 MKI
  - Dorina (P101)
  - Chalawa (P195)
  - Zur (P196)

- Třída FPB 72 MKII
  - Okpoku (P175)
  - Bomadi (P176)
  - Badagry (P177)
  - Shiroro (P185)
  - Ose (P186)
  - Gongola (P189)
  - Calabar (P190)
  - Osun (P191)

- Třída C-Falcon
  - P271
  - P272
  - P273
  - P274

- Třída Aresa 1700 Fighter II[3]
  - P494
  - P495
  - P496
  - P497

- Třída Manta Mk II (22 ks)

### Raketové čluny

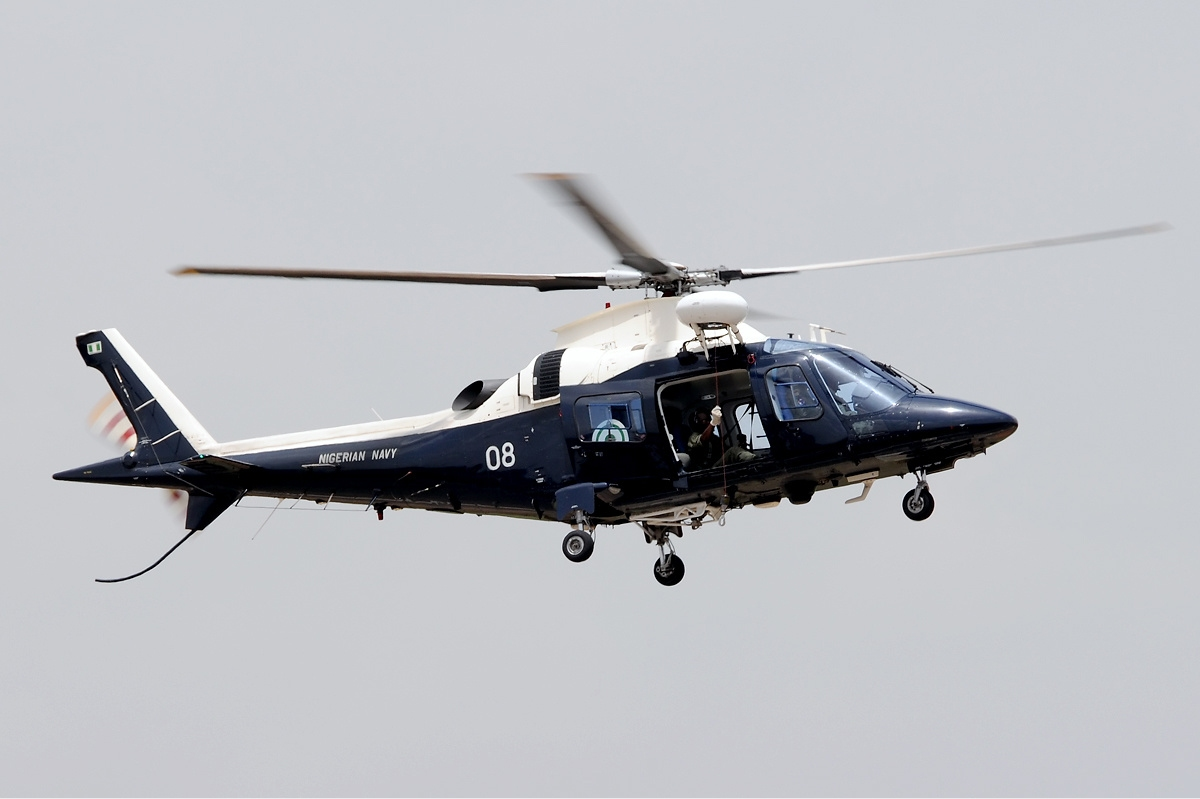
Vrtulník Agusta A109 nigerijského námořnictva

- Třída Ekpe (Lürssen FPB 57)
  - Ekpe (P178)
  - Damisa (P179)
  - Agu (P180)

- Třída Combattante IIIB
  - Siri (P181)
  - Ayam (P182)
  - Ekun (P183)

### Výsadkové lodě
- Třída Kada – tanková výsadková loď (typ Damen LST 100)
  - Kada (LST1314)

### Výzkumná loď
- Ochuzor (A506) (OCEA OSV 115 SC-WB)
- Lana (A499) (OCEA OSV 190 SC-WB)

## Plánované akvizice
- Třída Kada - Tanková výsadková loď stavěná od roku 2019 loděnicí Damen Shipyard Sharjah.[4][5]
- Třída HE OPV 76 (2 ks) – Oceánská hlídková loď. Objednána v listopadu 2021 u tureckých loděnic Dearsan Gemi İnşa Sanayi. Stavba je plánována na roky 2022–2024.[6][7]
- Třída Tuzla (1 ks) – Hlídková loď
- Třída FPB 98 MKI (1 ks) – Pobřežní hlídková loď